# Børre Næss
Børre Næss (Kongsberg, 23 gennaio 1982) è un ex fondista norvegese.

## Biografia
Ha debuttato in campo internazionale partecipando ai Mondiali juniores di Schonach im Schwarzwald del 2002, arrivando 23º nella sprint.
In Coppa del Mondo ha esordito l'8 marzo 2003 nella 50 km a tecnica classica di Oslo (46°), ha ottenuto il primo podio il 12 marzo 2004 nella sprint a tecnica libera di Pragelato (3°) e la prima vittoria il 5 marzo 2005 nella sprint a tecnica libera di Lahti. Specialista delle gare sprint, nella classifica di specialità si è piazzato quinto nel 2004-2005, settimo nel 2006-2007 e nono nel 2007-2008.
Dal 2011 gareggia prevalentemente in Marathon Cup.

## Palmarès

### Coppa del Mondo
- Miglior piazzamento in classifica generale: 19º nel 2005
- 10 podi (9 individuali, 1 a squadre):
  - 3 vittorie (individuali)
  - 3 secondi posti (individuali)
  - 4 terzi posti (3 individuali, 1 a squadre)

#### Coppa del Mondo - vittorie
| Data            | Luogo   | Paese     | Disciplina |
| --------------- | ------- | --------- | ---------- |
| 5 marzo 2005    | Lahti   | Finlandia | Sprint TL  |
| 14 marzo 2007   | Drammen | Norvegia  | Sprint TC  |
| 23 gennaio 2008 | Canmore | Canada    | Sprint TC  |

Legenda:

TC = tecnica classica

TL = tecnica libera

### Marathon Cup
- Miglior piazzamento in classifica generale: 26º nel 2013